# オ・ユナ
オ・ユナ (ハングル:오윤아、1980年11月21日 - )は、韓国の女優。慶尚南道蔚山市（現・蔚山広域市）出身。身長170cm、体重49kg、スリーサイズ非公表、血液型B型。Polarisエンターテインメント所属。

## 来歴
1999年から4年間、レースクイーンの活動を始める。2004年、ドラマ『嵐の中へ』で女優活動を始める。
2007年1月、5歳年上の一般男性と結婚、同年8月に第一子長男を出産。2015年6月2日、離婚。

## 出演作品

### テレビドラマ
- 嵐の中へ（朝鮮語版） (2004年、SBS) - ユ・ジナ役
- 知ることになるさ（朝鮮語版） (2004年、KBS) - オ・ヘラン役
- オールド・ミス・ダイアリー（朝鮮語版） (2004年-2005年、KBS) - オ・ユナ役
- 乾パン先生とこんぺいとう（朝鮮語版） (2005年、SBS) - チェ・ウンソン役
- その女 (2005年-2006年、SBS) - オ・セジョン役
- 恋愛時代 (2006年、SBS) - キム・ミヨン役
- ミスターグッドバイ（朝鮮語版） (2006年、KBS) - カン・スジン役
- サムデイ (2006年、OCN) - チョン・ヘヨン役
- 外科医ポン・ダルヒ (2007年、SBS) - チョ・ムンギョン役
- なんでウチに来たの？（朝鮮語版） (2008年、SBS) - チャン・ボクヒ役
- 風の国 (2008年-2009年、KBS) - ヘアプ役
- その男が憎らしい〜裏切りと屈辱の果てに〜（朝鮮語版） (2009年、MBC) - チョ・ヨンミ役
- ドラゴン桜 (2010年、KBS) - チャン・マリ役
- 結婚してください！？（朝鮮語版） (2010年、KBS) - キム・ヨノ役
- ATHENA -アテナ- (2010年-2011年、SBS) - 	オ・スッキョン役
- あなたが寝てる間に（朝鮮語版） (2011年、SBS) - コ・ヒョンソン役
- 21世紀家族（朝鮮語版） (2012年、tvN) - イ・グムピョ役
- ノ・スクジャ氏の行方（朝鮮語版） (2012年、KBS) - ノ・スクジャ役
- 限りない愛（朝鮮語版） (2012年-2013年、JTBC) - イ・ヨンヒョン役
- お金の化身（朝鮮語版） (2013年、SBS) - ウン・ビリョン（アンジェリーナ）役
- 約束のない恋（朝鮮語版）（2013年-2014年、JTBC） - イ・ジスク役
- 君たちは包囲された（朝鮮語版） (2014年、SBS) - キム・サギョン役
- ラブリー・アラン（朝鮮語版） (2015年、MBC) - チュ・エヨン役
- 今週、妻が浮気します（2016年、JTBC） - ソウン役（特別出演）
- オー・マイ・クムビ（朝鮮語版） (2016年-2017年、KBS) - ユ・ジュヨン役
- 師任堂、色の日記 (2017年、SBS) - フィウムダン・チェ氏(ソクスン)役
- 復讐のカルテット（2017年、SBS） - キム・ウニャン役
- 延南洞539（朝鮮語版） (2018年、MBN)  - ユン・イナ役
- 恋のトリセツ〜フンナムとジョンウムの恋愛日誌〜（2018年、SBS） - ヤン・ソニ役
- 神との約束（2018年-2019年、MBC） - ウ・ナギョン役
- 賢い医師生活（2020年、tvN） - ジョンウォンの姉役
- 一度行ってきました（2020年、KBS） - ソン・ガヒ役
- 舞い上がれ、蝶（2022年、中華電信MOD） - ミッシェル役
- 仮面の女王（2023年、Channel A） - コ・ユナ役[4]

### 映画
- 恋愛術師（朝鮮語版） (2005年) - オ・ヒョンジュ駅
- オールド・ミス・ダイアリー劇場版（朝鮮語版） (2006年) - オ・ユナ役
- ATHENA -アテナ-劇場版（朝鮮語版） (2011年) - オ・スッキョン役
- 呪呪呪/死者をあやつるもの（2021年） - ピョン・ミヨン常務 役

## 受賞歴

### 2000年
- サイバーレーシングクイーン選抜大会第1位[1]

### 2006年
- SBS演技大賞	ミニシリーズ部門賞	(恋愛時代 - キム・ミヨン役)[5]

### 2020年
- KBS演技大賞 女性助演賞(長編ドラマ部門) (一度行ってきました - ソン・ガヒ役)[6]
- KBS芸能大賞 リアリティベストエンターテイナー賞 (新商品販売-ピョンストラン)[7]